# Goggia gemmula
Espèce
Synonymes
- Phyllodactylus gemmulus Bauer, Branch & Good, 1996

Statut de conservation UICN

 LC  : Préoccupation mineure
Goggia gemmula est une espèce de geckos de la famille des Gekkonidae.

## Répartition
Cette espèce  se rencontre dans le Richtersveld au Cap-du-Nord en Afrique du Sud et dans le Karas en Namibie.

## Publication originale
- Bauer, Branch & Good, 1996 : A new species of rock-dwelling Phyllodactylus (Squamata: Gekkonidae) from the Richtersveld, South Africa. Occasional papers of the Museum of Natural Science, Louisiana State University, vol. 71, p. 2-14.